# Праведни калифи
Праведни калифи/халифи или кулафа рашидун (арап. الخلفاء الراشدون [al-Khulafā’ ur-Rashidun]), термин је који се користи у сунитском исламу да означи четворицу халифа који су владали након смрти пророка Мухамеда.
То су (поређани по периоду владавине):
- Ебу Бекр
- Омер
- Осман
- Алија

Осим овог термина, сусрећемо и термине: исправни халифи и рашидун. Они су звани тако јер су били модел муслиманских вођа по виђењу сунита. Сви су били асхаби Мухамеда и његови рођаци. Кћери Ебу Бекра и Омера су биле удате за Мухамеда, а три његове кћерке су биле удане за Османа и Алију. Током владавине ове четворице халифа освојене су бројне територије и халифат је неколико пута повећан.
Шиитски ислам сматра да су прва тројица узурпирали власт, по њима првог исправног халифе, Алије.